# Nephrotoma byersina
Nephrotoma byersina är en tvåvingeart som beskrevs av Alexander 1973. Nephrotoma byersina ingår i släktet Nephrotoma och familjen storharkrankar. Inga underarter finns listade i Catalogue of Life.